# 刘自双
刘自双（1915年—2015年9月23日），四川巴中人，中华人民共和国军事将领、中国人民解放军少将。

## 生平
1933年，参加中国工农红军、1934年，加入中国共产党，担任红四方面军红九军二十七师八十团排长，1935年任副连长，参与长征。抗日战争时期，任八路军129师新编第十旅连政治指导员。1940年起，任太行军区第二军分区新四旅三十团二营五连指导员，营副政治教导员，山西平定县县大队副大队长，太行军区第二军分区三十九团团长，参加了百团大战等战役。
第二次国共内战期间，任中原军区第九纵队二十五旅副旅长，许昌军分区副司令员，参加了石家庄战役、淮海战役等。1949年，任河南军区警备第二旅副旅长。中华人民共和国成立后，参加朝鲜战争。后任中南军区高射炮第一师副师长，华南军区防空司令部参谋长，中南军区防空司令部第二参谋长，南昌防空指挥所副主任，防空军第二师师长，1956年任北京军区空军高炮指挥部司令员，1964年调任福州军区空军高炮指挥部司令员。1969年，任福州军区空军副参谋长，1970年，任副司令员。
1955年，授予大校军衔；1964年，晋升为少将军衔，曾荣获三级八一勋章、三级独立自由勋章、二级解放勋章和一级红星功勋荣誉章。2015年9月23日去世。